# Klassisk filologi
Klassisk filologi är studiet av de klassiska språken klassisk grekiska och latin och deras litteratur. Den moderna klassiska filologin anses ha grundats av Erasmus av Rotterdam (1466–1536).
En klassisk filolog är en forskare inom klassisk filologi. En grecist är specialiserad på grekiskan och en latinist är specialiserad på latinet.